# Arvi Aavik
Arvi Aavik (ur. 31 grudnia 1969 w Viljandi) – estoński zapaśnik walczący w stylu wolnym. Dwukrotny olimpijczyk. Zajął dwunaste miejsce w Atlancie 1996 i odpadł w eliminacjach w Barcelonie 1992. Walczył w wadze ciężkiej.
Dziesiąty na mistrzostwach świata w 1995. Czwarty na mistrzostwach Europy w 1995; piąty w 1992 roku.

## Letnie Igrzyska Olimpijskie 1992
| Konkurencja | Rundy eliminacyjne       | Rundy eliminacyjne    | Rundy eliminacyjne | Rundy eliminacyjne    | Klas. końcowa |
| Konkurencja | Przeciwnik I             | Przeciwnik II         | Przeciwnik III     | Przeciwnik IV         | Miejsce       |
| ----------- | ------------------------ | --------------------- | ------------------ | --------------------- | ------------- |
| 100 kg      | Manabu Nakanishi (JPN) Z | Subhash Verma (IND) P | Heiko Balz (GER) P | Kazem Gholami (IRI) P | 4 runda.      |

## Letnie Igrzyska Olimpijskie 1996
| Konkurencja | Rundy eliminacyjne     | Rundy eliminacyjne             | Repasaże                 | Klas. końcowa |
| Konkurencja | Przeciwnik I           | Przeciwnik II                  | Przeciwnik I             | Miejsce       |
| ----------- | ---------------------- | ------------------------------ | ------------------------ | ------------- |
| 100 kg      | Daniel Sánchez (PUR) Z | Konstantin Aleksandrow (KGZ) P | Wilfredo Morales (CUB) P | 12.           |